# Эсмехан-султан
Эсмеха́н Гевхе́р-султа́н (1544/45 — 7 августа 1585) — дочь османского султана Селима II и его законной жены Нурбану-султан. Потомки Эсмехан по мужской линии были богаты и могущественны, а в 1703 году они рассматривались как возможные претенденты на престол во время восстания против султана Мустафы II.

## Биография
Эсмехан-султан родилась в период между 1544 и второй половиной 1545 года в Манисе, где будущий султан Селим II в то время был санджакбеем. Матерью её была фаворитка Селима и позднее его законная жена Нурбану-султан.
Эсмехан, как и её мать, заботилась об интересах правящей династии, поэтому в противостоянии Нурбану и наложницы Мурада III, Сафие-султан, она заняла сторону матери. Конфликт заключался в том, что вплоть до восшествия на престол брата Эсмехан и долгие годы после этого Сафие оставалась его единственной наложницей, а к 1581 году в живых оставался только один их сын — шехзаде Мехмед. В 1583 году Нурбану обвинила Сафие в колдовстве, которое не позволяло Мураду взять новую наложницу. Вскоре после этого Эсмехан-султан подарила брату двух красивых рабынь, которых он принял и сделал своими наложницами. В течение последующих нескольких лет брат Эсмехан стал отцом двадцати сыновей и двадцати семи дочерей.

### Первый брак
Все счастливцы, которые входили в семью Османов путём женитьбы на дочерях султанов, в обязательном порядке оставляли своих наложниц и разводились с жёнами. Это была стандартная процедура, которую чаще всего нигде в хрониках не фиксировали. Наличие же предыдущих жён отмечалось только в случае необходимости, например, в связи с имевшимися от них детьми.
1 августа 1562 года в Стамбуле была устроена тройная свадьба: Сулейман I выдал внучек замуж за своих визирей. Эсмехан была выдана за второго визиря Соколлу Мехмеда-пашу, который был старше Эсмехан приблизительно на сорок лет.
Соколлу Мехмед-паша перед женитьбой на Эсмехан-султан отослал двух своих жён.
После свадьбы молодожёны переехали в собственный дворец в Стамбуле, подаренный им султаном на свадьбу. Вероятно, это был тот самый дворец, который был построен или перестроен по заказу Эсмехан-султан знаменитым архитектором Синаном и стал первым из возведенных им дворцов (всего же только для Соколлу Мехмед-паши Синан построил пять дворцов). Располагался дворец Эсмехан-султан (также известен под названием «дворец Кадырга» — по названию близлежащего залива) близ мечети Соколлу Мехмед-паши и ранее приписывался дочери Ахмеда III.
В браке с Соколлу Эсмехан родила троих детей:
- Ибрагим-паша или Ибрагим-хан (1565—1622) — основатель рода Ибрагимханзаделер (Ибрагим хан-заделер)[10]. Потомки Ибрагима-паши были богаты и могущественны; в 1703 году они рассматривались как возможные претенденты на престол во время восстания против султана Мустафы II[11][12]
- Хасан-паша (ум. 20 апреля 1602) — бейлербей Диярбакыра, Эрзурума, Белграда, Румелии. Погиб, будучи сердаром в Токате[10][13]. Оставил потомков[14].
- Неизвестная по имени дочь — была замужем за визирем[10] Джафером-пашой (1523[2] — 21 января 1587[15]), сыновья-близнецы от этого брака умерли в младенчестве[15]. Кроме того, Сюрейя указывает ещё одного зятя: племянника Соколлу, Мустафу-пашу, бывшего губернатором Буды[10].

В 1565 году Соколлу стал великим визирем. В 1579 году Эсмехан овдовела и вскоре вновь вышла замуж.

### Второй брак
Сначала стать мужем Эсмехан было предложено Оздемироглу Осману-паше, но незадолго до этого он женился на внучатой племяннице шамхала Тарковского и отказался развестись.
Вторым мужем Эсмехан стал Калайлыкоз Али-паша.
7 июля 1582 года начались длительные празднества по поводу публичного обряда сюннет (sünnet — обрезание) над сыном султана Мурада III, шехзаде Мехмедом. Многие высокопоставленные чиновники получили вызов на празднества, в том числе и санджакбей Буды Калайлыкоз Али-паша. По словам Печеви, он прекрасно владел оружием, красиво и эффектно смотрелся в седле. Сам был красив. Он прибыл в Стамбул 26 июня. В какой момент он был замечен овдовевшей тридцатисемилетней Эсмехан, историки не пишут, однако известно, что во время празднеств, которые длились 50 дней, Али-паша был вызван к султану и ему было предложено оставить жену и детей и жениться на сестре султана. Али-паша, по словам Печеви, был амбициозен и согласился. Вернувшись в Буду, он развёлся с женой. 9 октября 1583 года султан назначил его бейлербеем Румелии, к этому моменту он уже не жил в Буде, губернатором Буды стал Юсуф-паша. Брак был заключён 16 октября 1584 года, а через неделю после заключения брака, 24 октября, Калайлыкоз Али-паша был назначен визирем. Жена Калайлыкоза Али-паши не хотела разводиться, её стенания продолжались много дней, об этом знала вся Буда, «от её рыданий горы и камни в городе сдвигались». Она прокляла и Али-пашу, и Эсмехан-султан, и скорую смерть обоих (Эсмехан умерла в августе 1585, Али — в 1587 году) слухи приписывали действию этого проклятия.
Эсмехан-султан умерла в 1585 году во время родов; её сын Махмуд прожил чуть больше месяца (5 августа — 24 сентября 1585). Эсмехан была похоронена в мавзолее отца при мечети Ая-Софья. Её второй муж похоронен в Буде.
Также считалось, что её вторым мужем стал Нишанджы Фиридун-паша, однако известно, что Нишанджи Феридун-бей был женат на Айше Хюмашах-султан, другой внучке Сулеймана I. «Исламская энциклопедия» осторожно упоминает обе версии: «Вероятно, 6 апреля 1562 женился на Айше-султан — вдове Ахмеда-паши и дочери Михримах-султан и Рустема-паши… По слухам был женат на вдове Соколлу — Эсмехан-султан».

## Личность
Эсмехан характеризуют так: «Эсма Хан была умной и образованной, но некрасивой и ревнивой женщиной».

## В культуре
- В сериале «Великолепный век» роль взрослой Эсмехан исполнила Илгаз Фырат.

## Комментарии
1. ↑  Точная дата неизвестна, однако известно, что Эсмехан и её сестра Гевхерхан появились на свет в период между рождением Шах-султан в 1544 году и 4 июля 1546 года, когда родился будущий султан Мурад III[1].
2. ↑  Печеви писал, что она славилась своей красотой, её звали «Dağıstan güzeli», называли «самой красивой девушкой всех народов» и слагали о ней песни[16][17][18], в XIX веке она была героиней исторического романа Джезми[тур.].